# ジェラルドのゲーム (映画)
『ジェラルドのゲーム』（原題:Gerald's Game）は2017年に配信されたアメリカ合衆国のホラー映画である。監督はマイク・フラナガン、主演はカーラ・グギノが務めた。本作はスティーヴン・キングが1992年に発表した同名小説を原作としている。

## ストーリー
ジェシー・バリーンゲームは夫ジェラルドと共にアラバマ州の人里離れた湖の畔にある家にやってきた。冷蔵庫でブロック肉を見つけたジェシーは、カットした数切れを道中で飢えていた犬に与えることにし、その間にジェラルドはバイアグラを服用する。2人は寝室で抱き合うと、ジェラルドが手錠を取り出してジェシーの両腕をベッドに繋いでしまう。ジェラルドは疑似レイプを楽しむため他人を演じ、ジェシーに叫び声を上げてくれと頼み込むと、ジェシーは困惑しながらも演技を始めるが、すぐに嫌悪感が勝って行為は中断される。
2人の目的は冷え切った夫婦関係を修繕することだったが、互いの思いが噛み合わず失敗してしまったのだ。ジェシーは手錠を外すことを求めるが、ジェラルドが応じないため口論になる。すると、頭に血が上ったジェラルドは苦しみ出し、胸を押さえてジェシーに覆いかぶさる形で倒れ込んできた。ジェシーがジェラルドを足で退かし床に落とすと、ベッド越しに見える彼の頭部から血が流れてくる。ジェラルドの死を悟ったジェシーは大声で助けを求めるが、その声が誰かに届くことはなかった。
日が暮れてきた頃、飢えていた犬が寝室に入ってきてしまう。ジェシーは犬がジェラルドに近付くのを阻止しようと騒ぐが、犬は怯むことなくジェラルドの腕を齧り、その肉片を千切って入り口付近で食べ始める。ジェシーが悲しんでいると、ジェラルドが立ち上がって話しかけてくるが、ベッドの向こうには依然としてジェラルドの遺体が転がっていた。ジェラルドの幻覚は冷え切っていた夫婦間について自嘲気味に語り出すと、ジェシーを責めるように状況を説明し、助けを呼ぶ行為が無駄であることを確認させる。
奮起したジェシーは強引に手錠の拘束から逃れるが、実際にはそれも幻覚で、ジェシー本人は未だベッドに繋がれたままだった。ジェラルドの幻覚は行動を起こしても無駄だと囁き、ジェシーの幻覚は状況を打開する方法があるはずだと訴えてくる。ベッド近くのスマホを取ることが無理だと確認したジェシーは、頭痛から脱水症状を自覚し始めた。幻覚達との会話により、頭上の棚にジェラルドが置いた水の入ったグラスがあることを思い出すと、値札タグで作ったストローと組み合わせて水分補給に成功する。
疲れ切ったジェシーは眠りに落ちるが、寝室にいた犬が外に出て吠え始めたため、夜中に目が覚めてしまった。周囲を見渡すと、暗闇から背の高い不気味な男が近寄ってきて、バッグに入った骨や遺留品らしき小物を見せてくる。ジェシーは男を幻覚だと思って目を閉じ、次に目を開けると男の姿はなかったが、ジェラルドの幻覚がジェシーのことをある渾名で呼んできた。それは、父トムが使っていたジェシーの渾名であり、ジェシーにとっては嫌な記憶を思い出させるものだった。
ジェシーが12歳の頃、家族で湖へ旅行に出かけたことがあった。ジェシーはボートに乗ることを拒み、慕っていたトムと2人で湖畔のベンチに佇んでいると、トムが「昔のように膝に座ってほしい」と頼んできた。承諾して皆既日食を眺めていたジェシーだが、やがて背後のトムは自慰行為を始めてしまう。
ここまで思い出したところで、現在のジェシーは激痛で目を覚ます。不自然な姿勢のせいで血流が悪くなり、手足が腓返りを起こしたのだ。手足をほぐしなんとか落ち着いたジェシーだが、ジェラルドとジェシーの幻覚はジェラルドとトムに共通点が多いことなどを挙げ、「トムとの出来事が全ての原因だ」と告げてくる。ジェシーは「自分や父は悪くない」と弁明し、皆既日食後の出来事について語り始めるが、それを切っ掛けにジェラルドの幻覚が昨晩の不気味な男の実在を主張してきた。幻覚を消し去りたいジェシーが目を閉じ10数えると、再び12歳の記憶が蘇ってくる。
湖畔から部屋に戻って服を着替えたジェシーに、トムは「2人でママに全て話そう」と提案してきた。家族の崩壊を示唆するトムに対し、ジェシーは秘密を守る事を誓う。
現在のジェシーは犬に足を舐められて目を覚ました。ジェラルドの幻覚はジェシーが助かることは絶望的であり、不気味な月明かりの男は死神で今晩もやってくると告げる。憔悴したジェシーに否定する気力はなく、そのまま眠ってしまう。ジェシーは12歳の自分と向き合って謝罪するが、彼女は「日食のもっと後を思い出してほしい」と返答してきた。トムとの話し合いの後、家族と食事をしていたジェシーは、グラスを強く握って手を怪我していたのだ。
出血を利用して手錠から手を抜くことを決意したジェシーは、グラスを割った破片を棚に固定して右の手首を大きく切り、右手を解放することに成功する。まずはベッドを動かしてスマホを入手するが役に立たず、力を振り絞ってベッドを引き摺りながら手錠の鍵を拾い、解放した左手で右手に応急処置を施す。しかし、直後にジェシーは気を失ってしまい、目が覚めると再び夜になっていた。車のキーを掴み遠隔でロックを外すと、寝室から玄関に向かう途中に月明かりの男が立っている。ジェシーは歩み寄ると震える手で結婚指輪を外して差し出し、朦朧としながらも車に乗って発進させるが、間もなく意識を失って木に衝突してしまう。しかし、その音がきっかけで近くの住人に救助されることとなった。
治療を受けたジェシーは平穏な日々に戻ろうとしていたが、夜毎に月明かりの男の幻覚を見るため、満足に眠ることができないでいる。それは、あの家から結婚指輪が見つからなかったことが原因だった。ジェシーは再び自らの過去と向き合うと、ジェラルドの死で得た保険金を使って、自身と同じく子供の頃にトラウマを抱えた人間を助ける財団を設立する。
あの2日間から6ヵ月が経った頃、ジェシーは新聞でレイモンド・アンドリュー・ジュベールという男の記事を発見する。ジュベールは墓荒らしを経て猟奇殺人鬼となり、主に男性を狙って犯行を行っていたという。そしてジュベールこそが、ジェシーの前に現れた月明かりの男だった。ジェシーは裁判所で判決を受けるジュベールと対面するが、その姿はあの夜の印象よりも小さく見えていた。

## キャスト
※括弧内は日本語吹替
ジェシー・バーリンゲーム
演 - カーラ・グギノ（日野由利加）
ジェラルドの妻。不幸にも閑静な場所で独り身動きが取れない状態になり、助けが望めない状況から精神的にも肉体的にも追い詰められていく。
12歳のジェシー
演 - キアラ・オーレリア（平井祥恵）
ジェラルド・バーリンゲーム
演 - ブルース・グリーンウッド（菅生隆之）
ジェシーの夫。弁護士。ジェシーより年上。冷めた夫婦関係を改善するために6ヶ月前からバイアグラを服用している。最近になって自身にサディズムの傾向があると気付いた。
月明かりの男
演 - カレル・ストルイケン（蓮岳大）
身動きできないジェシーの前に現れた不気味な男。高身長で、頭や手が異常に大きく、腕も異様に長い。
トム
演 - ヘンリー・トーマス（村治学）
ジェシーの父。弁護士。12歳のジェシーを渾名で呼ぶ。
サリー
演 - ケイト・シーゲル（清水はる香）
ジェシーの母。夫と12歳のジェシーが仲睦まじいのを不審に思っている。
マディ
演 - アダリン・ジョーンズ（小堀幸）
ジェームス
演 - ブライス・ハーパー（まつだ志緒理）
裁判官
演 - グウェンドリン・ムランバ
書記官
演 - ジェームス・フラナガン（時永洋）

## 日本語吹替版スタッフ
- 演出：安江誠
- 翻訳：有馬康永
- 録音・調整：吉田佳代子／大谷征央
- 日本語版制作：BTI Studios／グロービジョン

## 製作
2014年5月19日、マイク・フラナガンが本作の監督に起用されたと報じられた。2016年9月、Netflixが本作の配給権を獲得していたとの報道があった。10月、カーラ・グギノ、ブルース・グリーンウッド、キアラ・オーレリアらの出演が決まった。17日、本作の主要撮影がアラバマ州モービルで始まった。

## 評価
本作は批評家から絶賛されている。映画批評集積サイトのRotten Tomatoesには57件のレビューがあり、批評家支持率は91%、平均点は10点満点で7.6点となっている。サイト側による批評家の見解の要約は「カーラ・グギノのキャリア随一の演技によって、『ジェラルドのゲーム』は小規模のサスペンスを観客に届けている。」となっている。また、Metacriticには12件のレビューがあり、加重平均値は77/100となっている。なお、原作者のスティーヴン・キングも本作を絶賛している。

## その他
ジェラルドが「すべてはビームに仕える」という台詞を言うが、ビームとは、ダーク・タワーを支える梁の事である。